# Luna Pier
Luna Pier – miasto w Stanach Zjednoczonych, w stanie Michigan, w hrabstwie Monroe.